# Гексабромоселенат аммония
Гексабромоселенат аммония — неорганическое соединение,
комплексная соль, бромид селена и аммония
с формулой (NH4)2[SeBr6],
красные кристаллы,
разлагается в воде.

## Получение
- К подкисленным бромистым водородом водным растворам тетрабромида селена добавляют бромид аммония:

{\displaystyle {\mathsf {SeBr_{4}+2NH_{4}Br\ {\xrightarrow {HBr}}\ (NH_{4})_{2}[SeBr_{6}]}}}

## Физические свойства
Гексабромоселенат аммония образует красные кристаллы
кубической сингонии, пространственная группа F m3m, параметры ячейки a = 1,046 нм, Z = 4
.